# 小坂ジャンクション
小坂ジャンクション（こさかジャンクション）は、秋田県鹿角郡小坂町小坂にある、東北自動車道と秋田自動車道を接続するジャンクション。

## 概要
当JCTは、秋田自動車道を東北自動車道に接続するために東日本高速道路が建設した。
大館市商人留（あきひとどめ） - 小坂JCT間は新直轄方式で事業化され、当JCT手前に小坂JCT料金所が併設された秋田自動車道方面に流出入可能なハーフICの小坂北ICが設置されている。東北自動車道から当JCTで秋田道に流入した場合、小坂北ICで流出できず、大館北ICまで流出できない。

## 歴史
- 2004年（平成16年）5月29日 : 大館北IC - 小坂JCT間の起工式を実施。
- 2013年（平成25年）11月30日 : 大館北IC - 小坂JCT間開通に伴い供用開始[7]。

## 接続する道路
- E4 東北自動車道 (49-2番)
- E7 秋田自動車道

## 隣
E4 東北自動車道
(49-1) 小坂IC - 小坂PA - (49-2) 小坂JCT - (50) 碇ヶ関IC
E7 秋田自動車道
(27) 大館北IC - 釈迦内PA - (28) 小坂北IC / (49-2) 小坂JCT料金所 - (49-2) 小坂JCT